# Legend
Legend — сборник ямайского рэгги-музыканта Боба Марли, выпущенный в мае 1984 года. На сегодняшний день это наиболее продаваемый рэгги-альбом всех времён (14 миллионов копий в США и 25 миллионов копий по всему миру).
Legend находится на 46-м месте в списке 500 лучших альбомов всех времён по версии журнала Rolling Stone и на первом месте списка The 10 Essential Greatest Hits Albums по версии сайта Consequence of Sound.

## Об альбоме
В Legend вошли десять синглов Марли, попавших в британский Top 40, три композиции ранней конфигурации The Wailers с Питером Тошем и Банни Уэйлером («Stir It Up», «I Shot the Sheriff» и «Get Up, Stand Up») и закрывающая альбом Uprising «Redemption Song».
Legend занимает второе место по продолжительности нахождения в чартах Billboard — 992 недели в чартах Billboard 200 и Top Pop Catalog Albums, уступая лишь The Dark Side of the Moon группы Pink Floyd (1574 недели).
В Великобритании по состоянию на июнь 2009 года продано 2 826 912 копий альбома, что ставит его на 25 место среди наиболее продаваемых альбомов в этой стране. В UK Albums Chart Legend находится 763 недели.
В 1995 году вышел аддендум к сборнику Natural Mystic: The Legend Lives On.
С 2010 года сборник доступен для игры Rock Band.
В 2013 году вышла ремикшированная версия сборника Legend: Remixed.

## Детали издания
Кассетное издание содержало дополнительно «Easy Skanking» на первой стороне и «Punky Reggae Party» (би-сайд сингла Jamming) на второй. Второе издание Legend на CD 1990 года содержало те же композиции, но уже в неотредактированном, альбомном виде. 12 февраля 2002 года вышла делюкс-версия Legend с 16 треками вместо 14 и дополнительным диском, содержащим ремиксы 1984 года.
В июне 2012 года вышла аудиофильская версия Legend в форматах 24 bit / 96,000khz и 24 bit / 192,000khz, в 2014 — Blu-ray.

## Список композиций
| Оригинальное издание Сторона А «Is This Love» — 3:55 « No Woman, No Cry » — 4:04 «Could You Be Loved» — 3:55 «Three Little Birds» — 3:00 «Buffalo Soldier» — 2:44 «Get Up, Stand Up» — 3:15 «Stir It Up» — 3:39 Сторона Б «One Love/People Get Ready» — 2:52 « I Shot the Sheriff » — 3:48 «Waiting in Vain» — 4:10 «Redemption Song» — 3:47 «Satisfy My Soul» — 3:53 «Exodus» — 4:18 «Jamming» — 3:18 | 1. «Is This Love» — 3:51 2. «No Woman, No Cry» — 7:09 3. «Could You Be Loved» — 3:57 4. «Three Little Birds» — 3:01 5. «Buffalo Soldier» — 4:18 6. «Get Up, Stand Up» — 3:19 7. «Stir It Up» — 5:34 8. «Easy Skanking» (бонус) — 2:58 9. «One Love/People Get Ready» — 2:53 10. «I Shot the Sheriff» — 4:41 11. «Waiting in Vain» — 4:17 12. «Redemption Song» — 3:48 13. «Satisfy My Soul» — 4:33 14. «Exodus» — 7:40 15. «Jamming» — 3:33 16. «Punky Reggae Party» (бонус) — 6:52 |

## Позиции в чартах
| Год       | Хит-парад                                  | Позиция | Пребывание |
| --------- | ------------------------------------------ | ------- | ---------- |
| 1984—1985 | Австрия (Ö3 Austria)                       | 5       | 9 недель   |
| 1984—1985 | Великобритания (UK Albums Chart)           | 1       | 77 недель  |
| 1984—1985 | Италия (Musica e dischi)                   | 2       | 13 недель  |
| 1984—1985 | Канада (RPM Albums Chart)                  | 28      | 22 недели  |
| 1984—1985 | Нидерланды (Nationale Hitparade LP Top 50) | 2       | 25 недель  |
| 1984—1985 | Новая Зеландия (RMNZ)                      | 1       | 24 недели  |
| 1984—1985 | США (Billboard Black LPs)                  | 34      | 15 недель  |
| 1984—1985 | США (Billboard Top Pop Albums)             | 54      | 36 недель  |
| 1984—1985 | Финляндия (Suomen virallinen lista)        | 4       | 30 недель  |
| 1984—1985 | ФРГ (Offizielle Top 100)                   | 11      | 23 недели  |
| 1984—1985 | Швейцария (Schweizer Hitparade)            | 23      | 7 недель   |
| 1984—1985 | Швеция (Sverigetopplistan)                 | 21      | 7 недель   |

| Хит-парад (1986–2024)                            | Позиция |
| ------------------------------------------------ | ------- |
| Австралия (ARIA)                                 | 14      |
| Австрия (Ö3 Austria)                             | 5       |
| Бельгия/Фландрия (Ultratop)                      | 14      |
| Бельгия/Валлония (Ultratop)                      | 6       |
| Канада (Canadian Albums Chart)                   | 23      |
| Канада (Canadian Albums Chart) · Legend: Remixed | 11      |
| Нидерланды (Album Top 100)                       | 1       |
| Финляндия (Suomen virallinen lista)              | 11      |
| Франция (SNEP)                                   | 67      |
| Германия (Offizielle Top 100)                    | 11      |
| Ирландия (IRMA)                                  | 18      |
| Италия (Classifica album)                        | 35      |
| Испания (PROMUSICAE)                             | 41      |
| Новая Зеландия (RMNZ)                            | 3       |
| Норвегия (VG-lista)                              | 8       |
| Швейцария (Schweizer Hitparade)                  | 23      |
| Швеция (Sverigetopplistan)                       | 10      |
| Великобритания (UK Albums Chart)                 | 1       |
| США (Billboard 200)                              | 5       |
| США (Billboard Digital Albums)                   | 3       |
| США (Billboard Top R&B/Hip-Hop Albums)           | 34      |
| США (Billboard Reggae Albums)                    | 1       |
| США (Billboard Top Catalog Albums)               | 1       |

| Чарт (1984)     | Позиция |
| --------------- | ------- |
| UK Albums (OCC) | 3       |

| Чарт (2016)               | Позиция |
| ------------------------- | ------- |
| Dutch Albums (MegaCharts) | 86      |
| New Zealand Albums (RMNZ) | 44      |
| UK Albums (OCC)           | 31      |
| US Billboard 200          | 81      |

## Сертификации
| Регион | Сертификация   | Продажи     |
| --- | -------------- | ----------- |
| Аргентина (CAPIF) | 4× Платиновый  | 240 000^    |
| Австралия (ARIA) | 6× Платиновый  | 420 000     |
| Австрия (IFPI Austria) | 2× Платиновый  | 100 000*    |
| Бельгия (BEA) | 4× Платиновый  | 200 000*    |
| Канада (Music Canada) | 2× Платиновый  | 200 000^    |
| Финляндия (Musiikkituottajat) | Золотой        | 36,703      |
| Франция (SNEP) | Бриллиантовый  | 1 000 000*  |
| Германия (BVMI) | Платиновый     | 500 000^    |
| Италия (FIMI) · sales since 2009 | 2× Платиновый  | 100 000     |
| Нидерланды (NVPI) | Платиновый     | 100 000^    |
| Новая Зеландия (RMNZ) | 20× Платиновый | 300 000^    |
| Норвегия (IFPI Norway) | Золотой        | 25 000*     |
| Польша (ZPAV) | Золотой        | 50 000*     |
| Испания (PROMUSICAE) | Платиновый     | 100 000^    |
| Швеция (GLF) | Золотой        | 50 000^     |
| Швейцария (IFPI Switzerland) | 3× Платиновый  | 150 000^    |
| Великобритания (BPI) | 14× Платиновый | 4 200 000   |
| США (RIAA) | 15× Платиновый | 15 000 000^ |
| США (RIAA) · Bob Marley: The Legend Live | Золотой        | 500 000^    |
| Итого |                |             |
| Мир | —              | 25,000,000  |
| * Данные о продажах приведены только на основе сертификации. · ^ Данные о тиражах приведены только на основе сертификации. · Данные о продажах + прослушиваниях приведены только на основе сертификации. |                |             |